# ショーナ・グラント
ショーナ・グラント Shauna Grant（本名コリーン・マリー・アップルゲイト Colleen Marie Applegate、1963年5月30日 – 1984年3月21日）は、アメリカ合衆国のヌードモデル、ポルノ女優。彼女は時折、Callie Aimes、Callie Aims、Colleen Applegateとクレジットされた。グラントのポルノスターとしてのキャリアはごく短いものであったが、XRCO殿堂入りを果している。

## 経歴

### 生い立ち
ベルフラワー（カリフォルニア州）で生まれ、ファーミントン（ミネソタ州）の小さな町で育った。1973年、父親がミネソタ州のセントラル・テレフォン・カンパニーの管理職となった時、家族はカリフォルニア州から移転した。ハイスクールのチアリーダーで、1981年にファーミントン・ハイスクールを卒業した後も地元にとどまり、まず出納係として、次に修理事務として電話会社で働いた。12月のある夜、少量の処方副鼻腔炎薬錠剤を用いて狂言自殺を図った。
PBSの『最前線：ポルノ女王の死 (Frontline: Death of a Porn Queen) 』（アメリカで1987年8月6日オンエア）において、父は自殺未遂について娘と一度も話し合わなかったと認め、母は娘が単に注意を引き付けようとしているだけだと思っていた。
番組よると、家族全員で少なくとも1回はカウンセリングセンターでグループセッションを催したが、誰も真実を語らなかった。
自殺未遂のニュースが流れると、ハイスクール時代の恋人を伴い、両親や兄弟と3人の姉妹を残し、1982年3月、カリフォルニアへ逃げるように移住した。

### ポルノ業界
ロサンゼルス（カリフォルニア州）に到着し、職を探したが、恋人がバンナイズにあるワールド・モデリング・エージェンシーの新人募集広告を見るまで、殆ど職を見付ける事が出来なかった。恋人とエージェントのオーナー、ジム・サウスを訪ねた。サウスはペントハウス誌にしばしば掲載される伝説的なソフトコアカメラマン、スティーブン・ヒックスとのフォトセッションを手配した。
最初のグラビアはキャンプのセットで撮られ、クラブ (Club)誌に掲載される事になった。ヒックスは、容姿と性格を回顧し、こう述べている。「私は、多くの新しい女の子と仕事をします、他所からやってくる女の子達も数多くいます。その中でコリーンは信じられないほど若く、純粋でした。彼女は全く流行に明るくはない、非LA娘でした。」彼女の健康的で「隣の女の子」的なルックスは、すぐに他の雑誌（例えばハスラーやペントハウス）の仕事を彼女にもたらした。しかし、ヒックスは早くヌードモデルの世界から足を洗うよう勧めた。全ての雑誌が彼女を起用した後には、ポルノ映画しか残される道が無いと知っていたからである。「いいですか、マクドナルドや靴屋で最低賃金で雇われていたような普通の女の子が、ある日突然チャンスに恵まれて、美しいと賞賛を浴びながら、今まで3週間かかって稼いでいたような金を1日で稼げるようになるのです。そして、うーん、彼女達は変わっていく。変わっていく。それは悲しい事です。」
程なく、スーズ・ランドールによる「ハードコア」の写真撮影へと進んでいく。
ボーイフレンドがアメリカ陸軍に入隊すると同時に、カリフォルニアでの関係は2ヵ月で終わりを告げた。入隊式の前に、彼はコリーンがポルノに関与していたというニュースを広めた。これは彼女の町にもすぐに到達し、彼女の家族を大いに当惑させた。
ヒックスのアドバイスを無視して、ワールド・モデリング・エージェンシーで働き続け、ベテランのポルノプロデューサー、ボビー・ホランダーに引き合わされた。ホランダーにより彼女のポルノ映画歴は開始された。彼は「洗練された（と彼が思う）」芸名、"ショーナ・グラント"を提案した。
『禁芯 (Virginia) 』、『ニンフォマニア/けもの好き (, Suzie Superstar) 』、『Flesh and Laces 1 & 2 』その他多くの映画に立て続けに主演した。ギャラは1日につき300ドルから、1,500ドル近くまで跳ね上がった。ショーナ・グラントとしては何十もの（「性行為一色」と言うよりはしばしば筋書きを重視した）人気ポルノ映画を製作した。『ニンフォマニア/けもの好き』において、ロックバンドのリードボーカルを演じた。業界の標準に照らすと、グラントの職歴は早い内に唐突に終わった。インタビューにおいて、アナルセックス（通常はスター女優よりも若手女優に割り当てられる）を試みる「つもりはない」と語った。大部分のポルノ女優は、レズビアンも演じるが、異性とのシーンのみを演じた。
私生活では、リムジンで旅行し、一流のホテルに宿泊した。27歳のローリー・スミスという専属のメークアップ・アーティストを従えていたが、彼女もまたポルノ映画スターだった。スミスとは前述の『ニンフォマニア/けもの好き』や『The Young Like It Hot 』、『Bad Girls IV 』などいくつかの映画で共演し、親友になり、仲間内でのコカインパーティーの共犯者でもあったが、ショーナの自殺後間もなく、ポルノ映画界を去った。
人気は、1984年3月のErotic Film Awardsで3つの賞にノミネートされる程であった。その美貌にもかかわらず、コカイン中毒やセックスシーンでの「熱意」の不足は、仕事を続けるにあたり若干の障害となった。一部で、「アップルコーク Applecoke 」というあだ名で呼ばれ、変人という評判を得ていた。

### エールリック
1983年、1年未満で30以上の作品に出演した後、ポルノ映画界を引退した。業界を嫌っていたが、ジョーイ・シルヴェラには好意を持っていた。ホランダーを通して、44歳でコカイン・ディーラーの新しいボーイフレンド、ジャック「ジェイク」エールリック (Jack "Jake" Ehrlich) を得た。彼はポルノ映画から彼女を引退させ、2人でカリフォルニア州パームスプリングスに落ち着いた。パームスプリングス警察によると、彼は近所の高級分譲マンション地区の居住者にコカインを供給して生計を立てていた。彼は、カリフォルニアで麻薬売買、盗まれた資産の所有権の売買などの罪で多くの逮捕歴があった。彼はまた、パームスプリングス中心部に革製品専門店「ペレ」を所有し、彼女はマネージャーとなった。
前述の『最前線』によると、まだ彼と一緒に暮らしている時期に、ファーミントンに帰省する旅の途中でミネソタ大生との関係を開始した。高校時代の友人に、結婚する予定だと話した。
1984年2月、エールリックは逮捕され、5年の禁固刑を宣告された。彼は後にカリフォルニア州チノの刑務所で服役を開始した。彼の告訴は、刑事が「数」ポンドと表現したコカイン所持による、1981年の逮捕に関するものであった。麻薬の供給元を断つ事となる、ボーイフレンドの有罪判決に対し、相反する感情を持った。

### 復帰
ココナッツグローブ・アンバサダーホテルでの8th Annual Erotic Films Awards（第8回年間エロチック映画賞）の夜、彼女は複数のノミネート候補者で、（ジョン・レスリーと共に）プレゼンターでもあった。一般向け映画で仕事をしたいという彼女の望みは叶えられていなかったが、有名なフランシス・フォード・コッポラ監督が彼女と同じテーブルに着いた程、当時のグラントは名声を得ていた。
その夜、彼女は10ヵ月ぶりにポルノ映画に取り組むことに同意した。映画『Matinee Idol 』は、サンフランシスコで8日間の撮影を開始する予定であった。awards showの数日後、彼女のミネソタのボーイフレンドは、彼女に会うためにロサンゼルスへ飛んだ。しかしグラントとローリー・スミスは2日間パーティを続けていて、グラントは最後まで文字通りそれを忘れていた。ショーナもローリーも車をまわさなかったため、ボーイフレンドは空港で足止めされた。同日、エールリックは刑務所からショーナに二人の関係が終わった事、彼女が家を出て行かなければならない事を告げる電話をかけている。
グラントは、彼女の役を引き受けてくれるよう、友人でありベテランのポルノ女優であるケリー・ニコルズに頼んだ。ショーナにはミネソタに戻る選択肢もあった。グラントの両親は、彼女の大学の学費を払うと申し出たが、彼女はミネソタの自宅がもはや落ち着ける場所ではないと思っていた。

### 死去
1984年3月21日、パームスプリングスにおいて、22口径ライフルで自殺。20歳であった。午後7時を少しまわった時刻に、横になって水平に銃を頭に押しつけ、引き金を引いた。警察の発表によると、弾丸は右から左のこめかみを貫通し、寝室の壁にめり込んでいた。銃は弾丸が左のこめかみに星型の射出孔を穿つほどの近距離から撃たれた。脳死状態で病院に急送され、2日後に生命維持装置が外された。
1984年3月28日、ファーミントン中心部に近いカトリック教区の聖マイケル教会で、葬儀が行なわれた。ポルノ関係者は、彼らの存在が家族の苦悶を増すだけだと考えられたため出席せず、代わりに花と手紙を寄贈した。大好きなピンク色に包まれ埋葬された。
パームスプリングス警察による事前捜査では、死を巡る状況について聞き込みが行なわれた。事件から数週間経た時点でも、警察はまだ毒物反応、銃の残留物の検査結果を待っていた。殺人事件の可能性については、予断を許さない状況であった。ボーイフレンドの商売に関して脅迫電話を受けていた事が知られていた。また、刑事はエールリックが当局に情報を提供することにより、しばらくの間刑務所収監を回避していた点に注目した。死んだ時、エールリックの家のプールで遊んでいた2人の人物がいた。ブレンダ・ローズナウとエールリックの友人、キャル・アルディゴである。死の直前に、2人の正体不明の訪問客が家の外に現れた。エールリックの家の裏口から、寝室のグラントに接近出来ると考えられた。

## 大衆文化における描写
- 経歴と死は、『Shattered Innocence 』という、実人生とはほど遠い内容のテレビ映画を下敷きとして小説化された。両親は、映画の権利を売却した収入を墓石購入に充てた。
- ミュージシャン、クラウス・フローライド（元デッド・ケネディーズ）は、彼の1991年のアルバム「The Light Is Flickering 」中の1曲"Dancing with Shauna Grant"で、グラントに敬意を表した。この曲はグラントの主演映画、『禁芯 (Virginia) 』と『ニンフォマニア/けもの好き (Suzie Superstar) 』にも言及している。
- デスメタルバンド、リッピング・コープス (Ripping Corpse)は、彼らの1991年のアルバム「Dreaming 」のために死に関して、"Deeper Demons"という曲を書いた。死者への礼を失する事なく、歌詞はなぜこのような悲劇的運命が「愛らしいコリーン」に起ったのか、疑問を呈している。
- クリスチャン・メタルバンドMastedonは、彼らのデビューアルバム「It's a Jungle Out There! 」に"Innocent Girl"という曲を書いた。歌詞はジョン・エレファント(John Elefante)とブラザー・ディノ(brother Dino)によって書かれた。

## 主なテレビ出演
1. 「ハードコピー (Hard Copy) 」の1990年6月18日オンエアのエピソード「ショーナ・グラント」に「彼女自身」（ストック・フッテージ）として出演。
2. 「最前線 (Frontline) 」の1987年8月6日オンエアのエピソード「ポルノ女王の死 (Death of a Porn Queen) 」に「彼女自身」（ストック・フッテージ）として出演。